# Castelnuovo Bozzente
Castelnuovo Bozzente (Castelnööf in dialetto comasco, AFI della pronuncia locale: /kaʃtelˈnøːf/) è un comune italiano di 911 abitanti della provincia di Como in Lombardia, ricostituito nel 1948. Si chiamò Castelnuovo Bazente dal 1863 al 1910; dal 1928 al 1948 fu aggregato a Beregazzo con Figliaro, formando un unico comune, denominato Mirabello Comasco.

## Geografia fisica

### Idrografia
Il territorio è attraversato da corsi d'acqua che scorrono in prevalenza da nord a sud, identificabili nel Torrente Bozzente (che nasce da un colle nei pressi del confine con la Svizzera), nel Fosso Gradaluso e in affluenti minori riconducibili all'Olona.

### Geomorfologia
Da un punto di vista morfologico, il territorio è un pianalto, caratterizzato nei quadranti sud e ovest da un'area fortemente scavata da piccoli valli con prevalente orientamento nord-sud. Nei quadranti nord ed est presenta invece un andamento altimetrico più dolce.

## Storia
Gli Statuti delle acque e delle strade del contado di Milano fatti nel 1346 riportano “el locho da Castello Novo” tra le località che, nella pieve di Appiano, hanno in carico la manutenzione della “strata da Bolà”.
Sempre incluso nella stessa pieve, ai tempi del Ducato di Milano il comune di Castelnuovo venne infeudato più volte, dapprima alla famiglia Del Rio Noriega (1650) e in seguito, dopo alcuni passaggi di mano (tra cui gli Imbonati), alla famiglia dei conti Litta (1739), i quali mantennero le loro concessioni feudali fin'oltre la metà del XVIII secolo.
Un decreto di riorganizzazione del Regno d'Italia napoleonico datato 1807 sancì l'aggregazione di Castelnuovo al comune di Binago, annessione che fu tuttavia abrogata con la Restaurazione.
Successivamente alla creazione dello Stato Italiano, dal 1863 il comune di Castelnuovo utilizzò la denominazione di Castelnuovo Bazente (ove "Bazente" costituiva una denominazione alternativa del torrente Bozzente), per assumere quella definitiva di Castelnuovo Bozzente nel 1910.
Un regio decreto del 1928 sancì l'annessione di Castelnuovo Bozzente al nuovo comune di Figliaro, per l'occasione ridenominato Mirabello Comasco. Per il ripristino dell'autonomia comunale di Castelnuovo Bozzente bisognò attendere fino al 1948.

### Simboli
Lo stemma e il gonfalone sono stati concessi con decreto del presidente della Repubblica del 22 dicembre 1954.
Il gonfalone è un drappo partito di bianco e di rosso.

## Monumenti e luoghi d'interesse

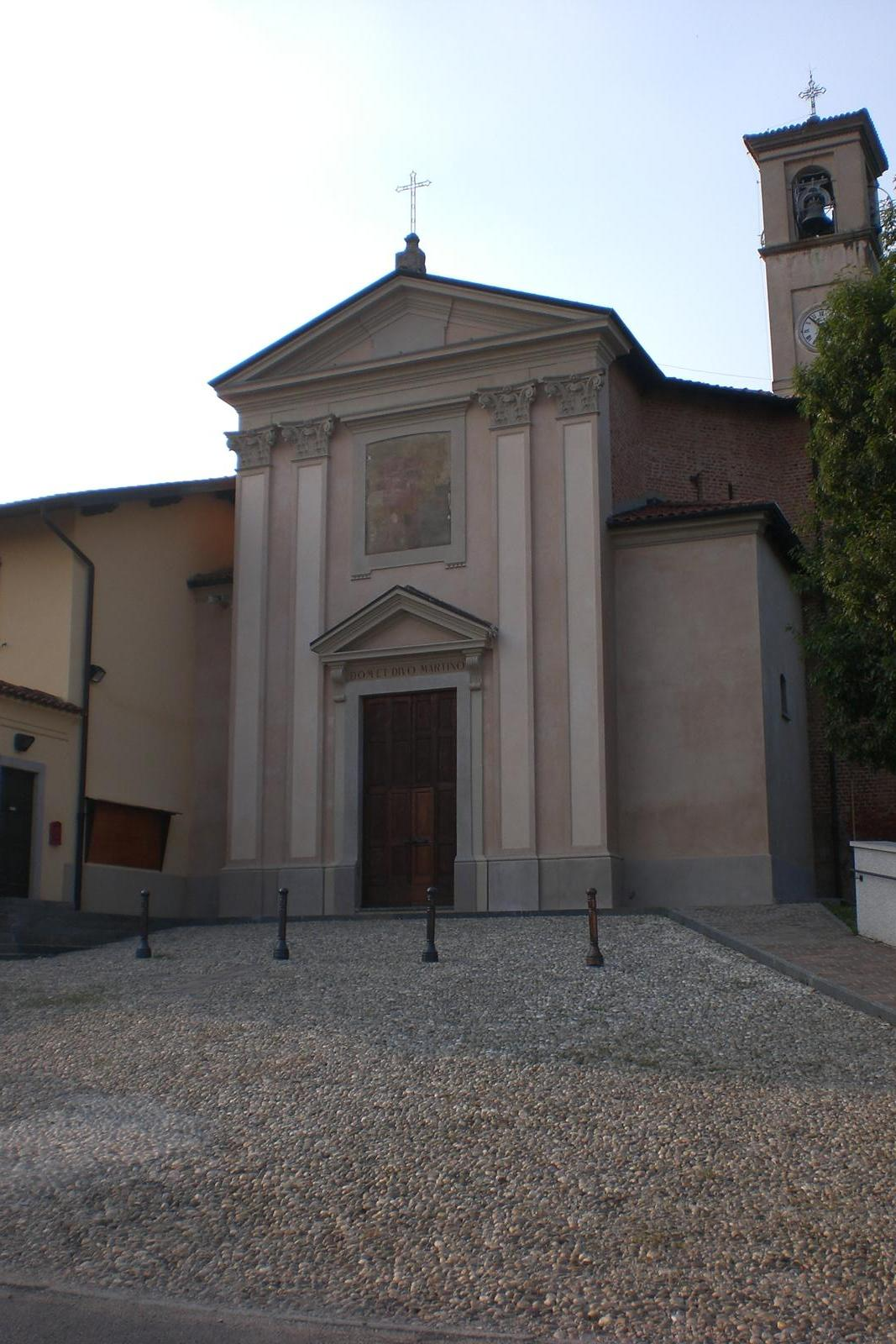
Chiesa di San Martino

### Architetture religiose
La Chiesa di San Martino Vescovo, che deve il suo aspetto attuale ad alcuni interventi realizzati tra il XVIII-XIX secolo, è attestata come sede di una parrocchia della pieve di Appiano già nel XVI secolo.

### Architetture civili
Il territorio comunale di Castelnuovo Bozzente comprende una serie di cascine, casotti e roccoli che fanno parte del patrimonio edilizio rurale del Parco della pineta di Appiano Gentile e Tradate.
Si tratta della Cascina Parco (ex Mayer) e della Cascina La Fagiana, strutture a corte già attestate nel Catasto Teresiano, oltre a edifici di più recente costruzione quali la Cascina Fabbrica, la Cascina Villanova, la Cascina Chiosa e l'Azienda Avicola Bosetti. Dell'elenco fanno parte anche il Roccolo del Marchese e il Casotto La Torretta.
Presso il Roccolo del Marchese e la Cascina Fagiana si trovano due punti di vista panoramici.

### Aree naturali
- Parco della pineta di Appiano Gentile e Tradate[7]

## Società

### Evoluzione demografica
- 159 abitanti nel 1751[8]
- 233 abitanti nel 1771[17]
- 220 abitanti nel 1799[9]
- 445 abitanti nel 1805[9]
- annessione a Binago nel 1807[9]
- 419 abitanti nel 1853[10]
- 440 abitanti nel 1859[11]
- annessione a Beregazzo con Figliaro nel 1928[11]

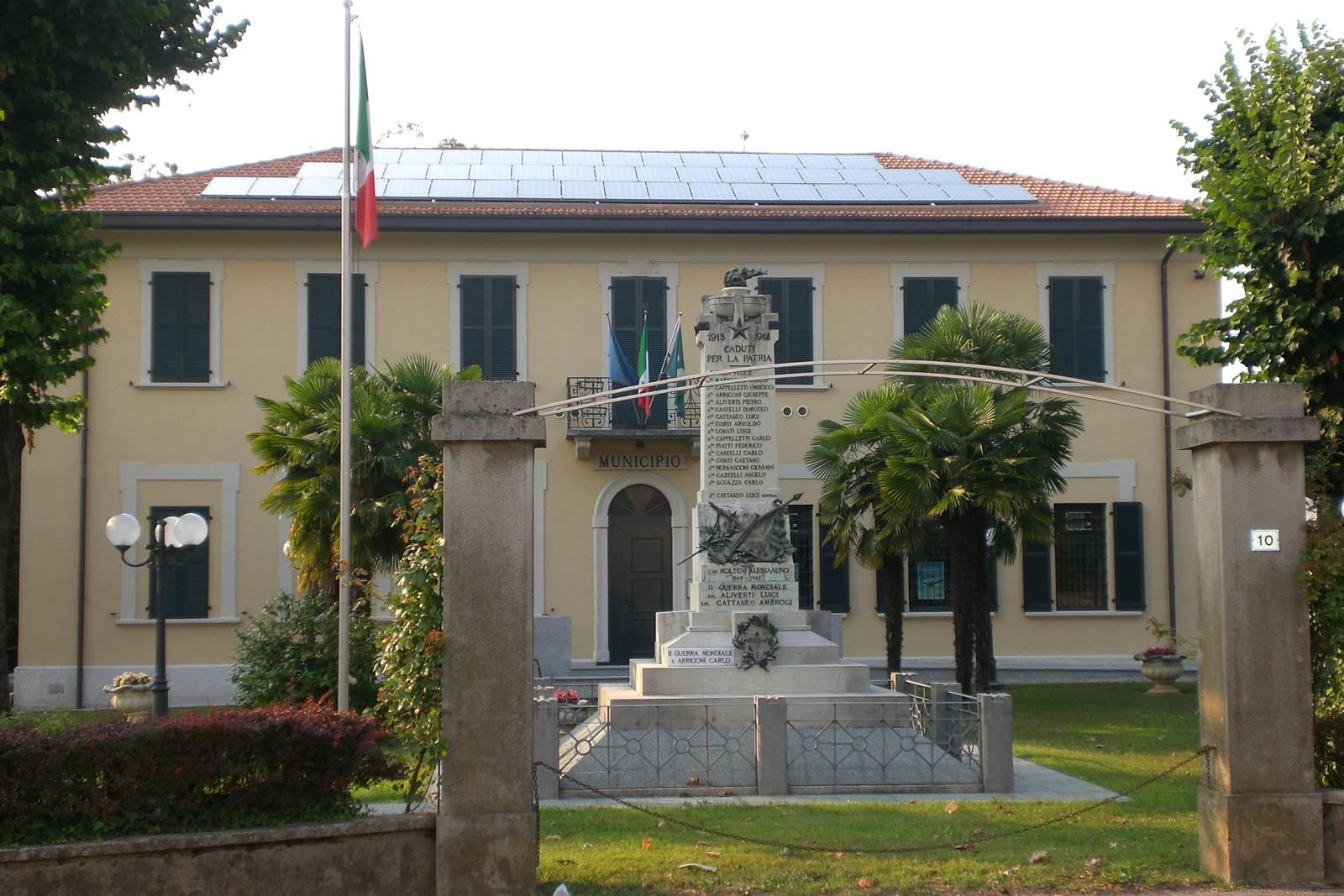
Municipio

Abitanti censiti

## Amministrazione
Sindaci:
[1980]-2004 Piercarlo Castelli
2004-2014 Giuseppe Monti
2014-oggi Massimo Della Rosa
Appartiene alla provincia di Como dal 1801.

### Esplicative
1. ↑  Per il dialetto comasco, si utilizza l'ortografia ticinese, introdotta a partire dal 1969 dall'associazione culturale Famiglia Comasca nei vocabolari, nei documenti e nella produzione letteraria.

### Bibliografiche
1. 1 2   Bilancio demografico mensile anno 2024 (dati provvisori), su demo.istat.it, ISTAT.
2. ↑   Classificazione sismica (XLS), su rischi.protezionecivile.gov.it.
3. ↑   Tabella dei gradi/giorno dei Comuni italiani raggruppati per Regione e Provincia (PDF), in Legge 26 agosto 1993, n. 412, allegato A, Agenzia nazionale per le nuove tecnologie, l'energia e lo sviluppo economico sostenibile, 1º marzo 2011,  p. 151. URL consultato il 25 aprile 2012 (archiviato dall'url originale il 1º gennaio 2017).
4. ↑   AA. VV., Dizionario di toponomastica. Storia e significato dei nomi geografici italiani., Milano, Garzanti, 1996,  p. 172, ISBN 88-11-30500-4.
5. ↑  Grande Enciclopedia, Istituto Geografico De Agostini, 1975, Volume V, p. 314
6. 1 2 3  Borghese, p. 154.
7. 1 2 3 4 5 6 7 8   Comune di Castelnuovo Bozzente, Piano di Governo del Territorio - Valutazione Ambientale Strategica (PDF)[collegamento interrotto], Marzo 2013.
8. 1 2 3   Comune di Castelnuovo, sec. XIV - 1757 – Istituzioni storiche, su Lombardia Beni Culturali. URL consultato il 30 aprile 2020.
9. 1 2 3 4   Comune di Castelnuovo, 1798 - 1809 – Istituzioni storiche, su Lombardia Beni Culturali. URL consultato il 30 aprile 2020.
10. 1 2   Comune di Castelnuovo, 1816 - 1859 – Istituzioni storiche, su Lombardia Beni Culturali. URL consultato il 30 aprile 2020.
11. 1 2 3 4   Comune di Castelnuovo Bozzente, 1859 - 1928 – Istituzioni storiche, su Lombardia Beni Culturali. URL consultato il 30 aprile 2020.
12. ↑   Comune di Castelnuovo Bozzente, 1948 - [1971], su Istituzioni storiche,  Lombardia Beni Culturali. URL consultato il 30 aprile 2020.
13. ↑   Castelnuovo Bozzente, decreto 1954-12-22 DPR, concessione di stemma e gonfalone, su Archivio Centrale dello Stato. URL consultato il 23 ottobre 2022.
14. ↑   Bozzetti di stemma e gonfalone del Comune di Castelnuovo Bozzente, su ACS, Raccolta dei disegni degli stemmi di comuni e città. URL consultato il 12 ottobre 2024.
15. ↑   Chiesa di S. Martino - complesso, Via Chiesa - Castelnuovo Bozzente (CO), su Architetture – Lombardia Beni Culturali. URL consultato il 30 aprile 2020.
16. ↑   SIUSA - Parrocchia di S. Martino vescovo in Castelnuovo Bozzente, su siusa.archivi.beniculturali.it. URL consultato il 30 aprile 2020.
17. ↑   Comune di Castelnuovo, 1757 - 1797, su Istituzioni storiche – Lombardia Beni Culturali. URL consultato il 30 aprile 2020.
18. ↑  Statistiche I.Stat ISTAT  URL consultato in data 28-12-2012.
Nota bene: il dato del 2021 si riferisce al dato del censimento permanente al 31 dicembre di quell'anno. Fonte:  Popolazione residente per territorio - serie storica, su esploradati.censimentopopolazione.istat.it.